# مزيار بجاني
مزيار بچاني |Maziyar Bizhani| (ولد سنة 1973) هو رسام كاريكاتور إيراني ينشر ويرسم في الجرائد الإيرانية مثل كيهان. وهو مشهور بسبب انتقاده للإصلاحيون والراسماليون. وقد درس العلوم السياسية قبل أن يبدء في الرسم الكاريكاتوري.